# Friedrich Ebert-stiftelsen
Friedrich Ebert-stiftelsen (tyska: Friedrich-Ebert-Stiftung) med huvudsäte i Berlin och med anor från 1925, är en den tyska socialdemokratin närstående stiftelse och tankesmedja, som kan beskrivas som en blandning av samhällsvetenskapligt forskningsinstitut, bildningsförbund typ ABF och internationell biståndsinstitution typ Palmecentret. Stiftelsen är döpt efter Friedrich Ebert, som var Weimarrepublikens förste  president.
År 2006 öppnade Friedrich Ebert-stiftelsen, som finns representerad över hela världen, i Stockholm öppnat sitt 101:a kontor för de nordiska länderna.
Friedrich-Ebert-Stiftung förbjöds av nazisterna 1933, men öppnades åter 1947.